# Fīleh Khāşşeh
Fīleh Khāşşeh (persiska: فيلَه خاصِه, پِلِه خاسِه, فيله خاصه, فيلِه خالِصِه, Fīlah Khāşeh) är en ort i Iran.   Den ligger i provinsen Zanjan, i den nordvästra delen av landet, 300 km nordväst om huvudstaden Teheran. Fīleh Khāşşeh ligger 1 322 meter över havet och antalet invånare är 104.
Terrängen runt Fīleh Khāşşeh är platt åt sydväst, men åt nordost är den kuperad.Runt Fīleh Khāşşeh är det ganska glesbefolkat, med 47 invånare per kvadratkilometer. Närmaste större samhälle är Gomeshābād, 9,3 km sydväst om Fīleh Khāşşeh. Trakten runt Fīleh Khāşşeh består i huvudsak av gräsmarker.